# Upplands runinskrifter 144
Upplands runinskrifter 144 är en vikingatida berghäll i Hagby, Täby socken och Täby kommun. Runristningen är 2,95 gånger 1,55 meter. Runhöjden är 9-10 centimeter. Ungefär 30 meter nordost om ristningen finns U 143. Holmfrid, Björn och Sigvat som nämns i inskriften omnämns också på U 152.

## Inskriften
Translitterering av runraden:
+ kamal × auk × þurstain + auk × þurhils × litu × rista × runa × iftiʀ × biarn × faþur isnn × auk + iftiʀ × isikat × bruþur is- auk × hulmfriʀ iftiʀ buanta sin
Normalisering till runsvenska:
Gamall ok Þorstæinn ok Þorgils letu rista runaʀ æftiʀ Biorn, faður sinn, ok æftiʀ Sighvat, broður si[nn], ok Holmfriðr æftiʀ boanda sinn.
Översättning till nusvenska:
Gammal och Torsten och Torgils läto rista runorna efter Björn, sin fader, och efter Sigvat, sin broder, och Holmfrid efter sin man.
"Gammal" var ett ovanligt namn och därför är det möjligt att det är samma person som nämns i inskriften på U 163. I så fall har Gammal, tillsammans med sina fosterbröder, låtit rista U 163 till minne av sin fosterfar och denna häll, U 144, tillsammans med sina bröder och sin moder, till minne av sin far.